# شرلی وبر
شرلی وبر (انگلیسی: Shirley Weber؛ زادهٔ ۲۰ سپتامبر ۱۹۴۸) سیاست‌مدار اهل ایالات متحده آمریکا است. شرلی یک دانشگاهی و سیاستمدار آمریکایی است که به عنوان وزیر امور خارجه کالیفرنیا خدمت می‌کند. او قبلاً عضو مجلس ایالتی کالیفرنیا برای ناحیه ۷۹ مجمع بود، که شامل بخش‌هایی از سن دیگو، چولا ویستا، کالیفرنیا، نشنال سیتی، کالیفرنیا و لمون گروو، کالیفرنیا و لا مسا، کالیفرنیا است.
وبر قبل از انتخاب شدن در مجمع در سال ۲۰۱۲ در هیئت آموزشی سن دیگو و به عنوان استاد مطالعات آفریقایی-آمریکایی در دانشگاه ایالتی سن‌دیگو خدمت می‌کرد. او که یکی از اعضای گروه سیاهپوستان قانونگذاری کالیفرنیا است، اولین آمریکایی آفریقایی‌تبار است که به عضویت مجلس قانونگذاری ایالت کالیفرنیا در جنوب لس آنجلس انتخاب شد.
در دسامبر ۲۰۲۰، فرماندار گوین نیوسام، وبر را به عنوان وزیر امور خارجه کالیفرنیا منصوب کرد و جانشین الکس پدیا شد که او را به عنوان سناتور ایالات متحده کالیفرنیا منصوب کرده بود. وبر اولین آمریکایی آفریقایی‌تبار است که به عنوان وزیر امور خارجه کالیفرنیا خدمت می‌کند و پنجمین فردی است که در یک سمت در سراسر ایالت خدمت می‌کند.

## زندگی اولیه و تحصیلات
وبر در هوپ، آرکانزاس به دنیا آمد و در لس آنجلس بزرگ شد. پدرش کشاورز بود و بعد از کلاس ششم مدرسه را ترک کرد، اما وبر و هفت خواهر و برادرش را تشویق کرد که تحصیلات خود را در اولویت قرار دهند. در سه سالگی، او و خانواده اش از مزرعه خود فرار کردند و به غرب نقل مکان کردند، زیرا پدرش در اختلاف با یک کشاورز سفیدپوست از عقب‌نشینی خودداری کرد و اوباش لینچ جان او را تهدید کردند. خانواده به پوئبلو دل ریو در جنوب لس آنجلس نقل مکان کردند، جایی که وبر در آنجا بزرگ شد. او لیسانس هنر، کارشناسی ارشد هنر، و دکترا در ارتباطات از دانشگاه کالیفرنیا، لس آنجلس به دست آورد.

## خدمت در فرمانداری کالیفرنیا
کمیسیون کالیفرنیا در مورد وضعیت زنان و دختران (CCSWG) تأیید کمیسر شرلی وبر را به سمت وزیر امور خارجه جشن گرفت. کمیسیون، وبر را یک رهبر باورنکردنی کالیفرنیا و یک قهرمان شگفت‌انگیز برای زنان خواند.
فرماندار گاوین نیوسام، عضو مجمع، شرلی وبر را به عنوان سی امین وزیر امور خارجه کالیفرنیا انتخاب کرد و او در ۲۸ ژانویه ۲۰۲۱ رسماً تأیید شد. پس از تأیید، وبر اولین وزیر امور خارجه سیاه‌پوست کالیفرنیا شد. چهارمین زن در این نقش و تنها پنجمین سیاهپوست که به عنوان افسر قانون اساسی ایالتی در تاریخ ۱۷۰ ساله کالیفرنیا خدمت کرده‌است.
شرلی وبر به عنوان وزیر امور خارجه کالیفرنیا، در روزنامه تایمز سن دیگو، تلاش‌هایش را اینچنین توصیف کرده‌است:
«من همیشه به این واقعیت پی بردم که تا زمانی که جایی هستید باید آنچه را که می‌توانید انجام دهید. اما به همان اندازه مهم، حداقل در دنیای من، که شما باید افراد دیگر را برای انجام کار توانمند کنید. چون اکثر مردم از قبول چالش‌هایی که من در پیش گرفتم می‌ترسند. چیزی که من همیشه سعی کرده‌ام به دیگران یاد بدهم این است که شما می‌توانید عامل تغییر باشید، می‌توانید صدا باشید، می‌توانید آن پشتیبان قوی باشید، می‌توانید آن شخص باشید و همچنان احترام همه افراد حاضر در اتاق را داشته باشید؛ بنابراین اگر بتوانم جرقه آن را در اعضای قانونگذاری که اکنون آنجا هستند برانگیزم و آنها بخش عمده ای از این کار را انجام دهند، یا حتی اگر بتوانم از آنها در برخی از تلاش‌هایشان حمایت کنم، ارزشش را دارد.»

## زندگی شخصی
شوهر وبر، قاضی دانیل وبر، در سال ۲۰۰۲ درگذشت. او دو فرزند و سه نوه دارد. دختر او، آکیلا وبر، پزشک است و از سال ۲۰۱۸ تا ۲۰۲۱ عضو شورای شهر لا مسا، کالیفرنیا بود. در ۱۹ آوریل ۲۰۲۱، آکیلا پس از پیروزی در انتخابات ویژه، توسط مادرش سوگند یاد کرد تا جانشین او در مجلس ایالتی کالیفرنیا شود.